# 罗先汉
罗先汉（1935年—），男，湖北麻城人，中国射电天文学家，曾任北京大学地球物理系教授，北京天文学会副理事长。